# 웬디 볼리올리
웬디 볼리올리(Wendy Boglioli, 1955년 3월 6일 ~ )는 전 미국의 수영 선수이며, 올림픽 챔피언이자 전 세계 기록 보유자이다. 수영에서 은퇴한 후, 코치와 후에 동기 조사의 연설자가 되었다.

## 1976년 올림픽
위스콘신주 메릴에서 태어난 그녀는 1976년 몬트리올 올림픽에서 동료 선수 셜리 배버쇼프, 킴 페이턴과 질 스터켈과 함께 400m 자유형 계주에서 3분 44.82초의 세계 신기록을 세워 금메달을 획득한 것으로 가장 잘 알려졌다. 그 금메달은 경기가 열리는 동안 미국 여자 팀에게 수여된 단 하나의 금메달로서 그들에게 특히 중대하였다.
볼리올리는 또한 100m 접영에서 동독의 코르넬리아 엔더와 안드레아 폴락에게 밀려 동메달을 따기도 하였다. 1990년대에 엔더와 폴락이 1970년대의 동독 도핑 스캔들이 일어난 동안 상연 강화 마약들이 주어졌다고 확증되었다.

## 올림픽 이후의 일생
볼리올리는 남편 버니와 함께 예일 대학교에서 예일 불독스 수영·다이빙 팀의 보조 코치를 지냈다.
1979년 수퍼시스터스 트레이드 카드 세트가 생산되고 분배되었으며, 카드의 한장에는 볼리올리의 이름과 사진이 나왔다.
볼리올리는 40세의 나이로 트랙 사이클을 시작하였다. 그녀는 1995년과 1996년 U.S. 마스터스 트랙 사이클 국내 선수권에 나가 총 8개의 금메달을 획득하였다. 그녀는 1996년 콜로라도주 콜로라도스프링스에서 열린 시니어 국내 트랙 선수권에도 나갔다.
1997년 그녀는 장기 보호 보험 분야에 들어갔고, 겐워스 금융 회사의 장기 보호부를 위한 국내적 대변인을 지냈다.
2004년 그녀는 몬머스 대학교의 수훈 여자 졸업생으로서 명예를 얻었다.
2007년 후에 도큐멘터리 분류에서 에미 상 후보에 오른 BBC가 제작한 도큐멘터리 〈Doping for Gold〉에 나왔다.
2016년 그녀는 몬트리올 올림픽에서 자신과 자신의 동료 선수들을 보인 도큐멘터리 〈The Last Gold〉에 나왔다.
40년 동안 자신의 남편과 함께한 그녀는 주로 오리건주 후드리버에 살며 3명의 자식과 3명의 손자, 손녀를 두었다. 그녀는 지속적으로 나라를 통하여 여행을 하며 주식회사와 사회 단체들 양쪽에게 동기 조사의 연설을 하는 편이다.

## 같이 보기
- 올림픽 수영 여자 메달리스트 목록
- 수영 계영 400m 세계 기록 추이